# 卡斯特尔塞拉斯
卡斯特尔塞拉斯，是西班牙阿拉贡自治区特鲁埃尔省的一个市镇。总面积32平方公里，总人口824人（2001年），人口密度26人/平方公里。